# Classe Miguel Malvar
Les frégates de classe Miguel Malvar sont conçues et actuellement construites par le chantier naval Hyundai Mipo, filiale de Hyundai Heavy Industries (HHI), pour la marine philippine. Le stylisme est aussi connu sous le nom de corvette HDC-3100.
Ces deux bâtiments sont acquis par la marine philippine dans le cadre du projet d'acquisition de corvettes de la phase Horizon 2 du programme révisé de modernisation de l'AFP couvrant les années 2018 à 2022,.

## Histoire

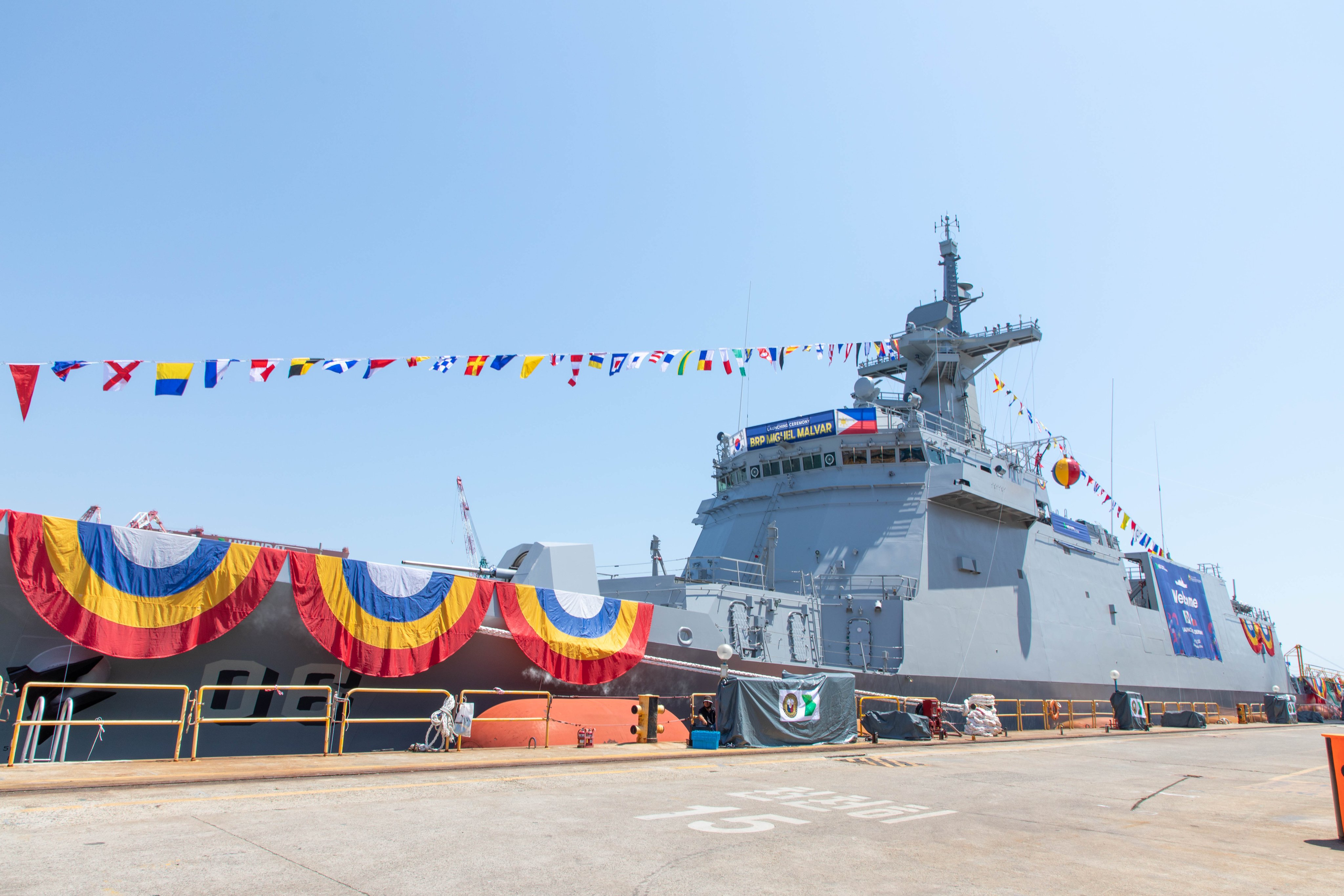
Le Miguel Malgar lors de son lancement a HD Hyundai Mipo, Ulsan Corée du Sud, le 18 juin 2024.

Le ministère de la Défense nationale (MDN) des Philippines a signé le contrat avec le constructeur naval sud-coréen Hyundai Heavy Industries le 28 décembre 2021, le constructeur naval proposant une variante de sa corvette/frégate HDC-3100/HDF-3100.
La construction du navire de tête, désigné projet no. P170, a débuté par la cérémonie de découpe de la première tôle le 11 mai 2023. La même chose a eu lieu le 22 novembre 2023 pour le deuxième navire, désigné projet no. P171,,.
Dans un entretien en septembre 2023 avec DZBB, le Rear admiral César Bernard Valencia a estimé que la marine recevrait les 2 frégates HDF-3100 à partir de 2025-2026 environ.
Le 18 juin 2024, le BRP Miguel Malvar (FFG-06) a été lancé aux chantiers navals de HHI à Ulsan et les essais en mer doivent commencer avant sa livraison à la marine philippine d'ici 2025. La cérémonie de lancement s'est déroulée en présence du secrétaire à la Défense Gilberto Teodoro Jr, de son épouse, l'envoyée spéciale auprès du Fonds des Nations unies pour l'enfance Monica Louise Prieto-Teodoro, du commandant en chef des forces armées des Philippines, le général Romeo Brawner, du chef d'état-major de la Marine philippine, le vice-amiral Toribio Adaci Jr, et d'autres responsables militaires.
Le navire est livré officiellement à la marine des Philippines dans la base navale de Subic Bay le 8 avril 2025. Il rentre en service, ainsi que le BRP Miguel Malvar (FFG-06), le 20 mai 2027 lors d'une cérémonie pour le 127e anniversaire de la marine philippine.

## Développement

### Conception
La marine philippine a prévu d'acquérir deux nouvelles corvettes dans le cadre de sa phase de modernisation Horizon 2, avec une proposition dotée d'un budget de 28 milliards de pesos philippins (PHP), soit 50 millions de dollars, qui fut approuvée par le président Rodrigo Duterte en juin 2018.
Au cours de la phase de développement préalable à l'achat, le groupe de travail technique (GTT) affecté au projet a utilisé le dernier navire de guerre de la marine philippine, la frégate de classe Jose Rizal, comme base pour les nouvelles corvettes, tandis que des améliorations seront ajoutées en fonction des enseignements tirés du développement et de la construction desdites frégates de 2016 à 2020.
Les capteurs devaient comprendre :
- un système de gestion de combat (CMS) amélioré par rapport à celui installé sur la frégate de classe Jose Rizal ;
- un système radar de recherche air/surface AESA 3D, une amélioration par rapport au système non-AESA des frégates de classe Jose Rizal ;
- un système radar secondaire de recherche/navigation en surface ;
- un radar de conduite de tir (FCR) ;
- un système de suivi électro-optique (EOTS) ;
- un système de mesures de soutien électronique radar (R-ESM) ;
- un sonar monté sur coque (HMS) ;
- un sonar remorqué (TAS) qui serait inclus à la livraison, par rapport au sous-système « équipé mais pas avec » (FFBNW) sur les frégates de classe Jose Rizal.

Les systèmes d'armes comprendront les éléments suivants :
- un canon naval Oto Melara 76 mm Super Rapid, sélectionné par souci de standardisation avec d'autres navires existants ;
- un ou deux canons navals secondaires de 30 mm : Rafael Typhoon, ou BAE Systems Mk.38 Mk.3, ou Aselsan SMASH, ou MSI Defence Systems DS30, tous déjà en service dans la marine philippine ;
- un système d'armes rapproché basé sur une arme à feu (CIWS) ;
- au moins quatre mitrailleuses lourdes de calibre 12,7 mm à commande manuelle ;
- deux lanceurs quadruples de missiles antinavires à moyenne portée ;
- un système de lancement vertical (VLS) à 16 cellules pour missiles sol-air à courte et moyenne portée ;
- deux lanceurs triples de torpilles anti-sous-marines légères.

Le projet a été divisé en deux lots. Le lot 1 a reçu un budget de 25 milliards de PHP pour l'achat de la frégate et des systèmes d'armes, et le lot 2, un budget de 3 milliards de PHP pour l'achat des munitions des navires.

### Sélection
Plusieurs offres ont été faites à la marine philippine, notamment des propositions émanant du sud-coréen Hyundai Heavy Industries, du turc ASFAT, des chantiers navals israéliens, de l'allemand ThyssenKrupp Marine Systems (TKMS), du français Naval Group, du constructeur naval néerlandais Damen Group, et le chantier naval indien de Goa.

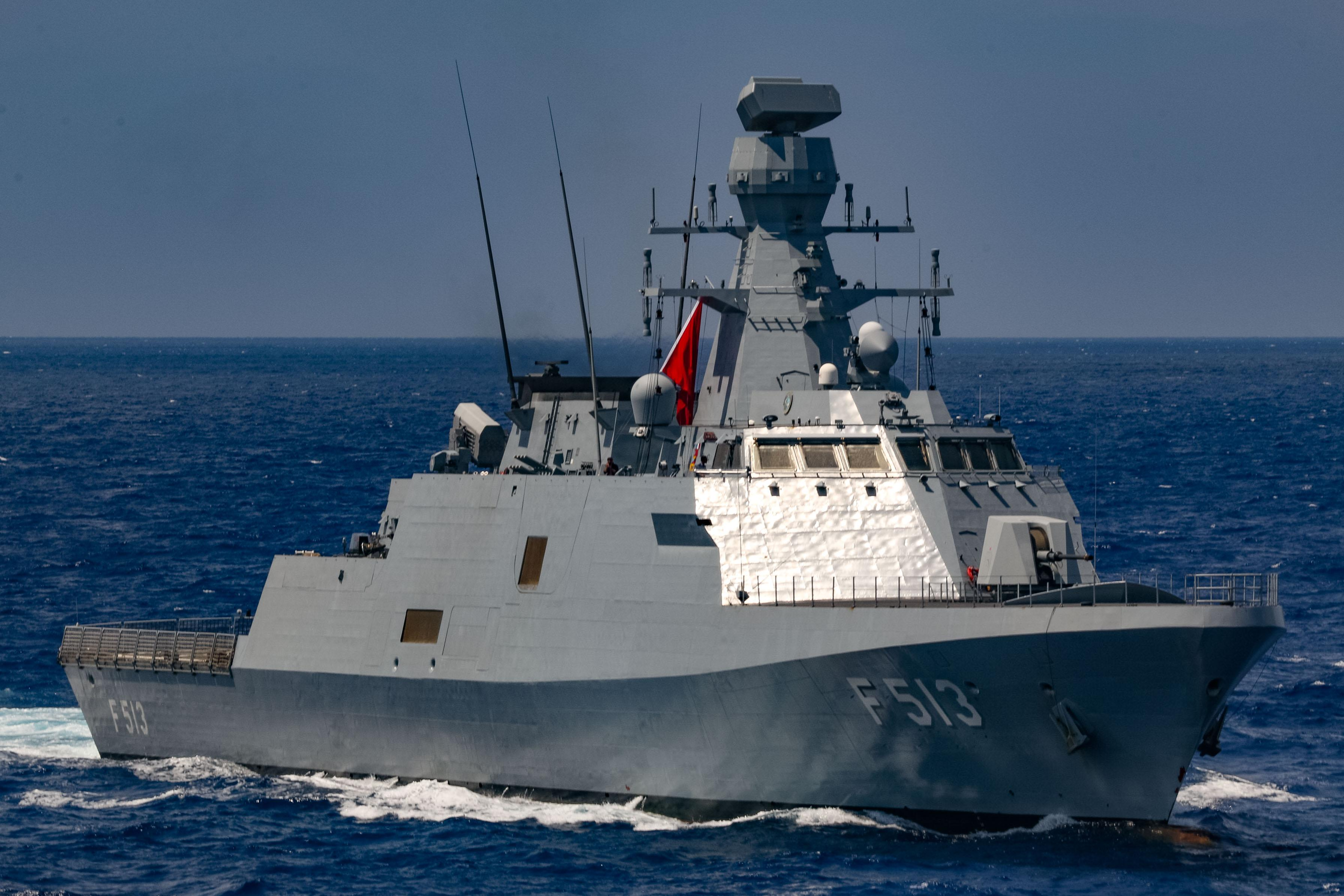
Une variante de la corvette de classe Ada des forces navales turques a été proposée par ASFAT pour le nouveau programme de corvettes de la marine philippine.

Le ministère de la Défense nationale a finalement décidé que le projet serait acquis dans le cadre d'un processus négocié de gouvernement à gouvernement (G2G).
En 2021, les sociétés sud-coréenne Hyundai Heavy Industries et turque ASFAT ont été présélectionnées pour le projet. HHI propose sa corvette HDC-3100. ASFAT propose une version révisée de sa corvette de classe Ada,,.
Finalement, Hyundai Heavy Industries a été sélectionnée pour le lot 1 du projet, avec un avis d'attribution publié par le DND le 15 décembre 2021, et un contrat signé le 28 décembre 2021.

### Design de la HDC-3100

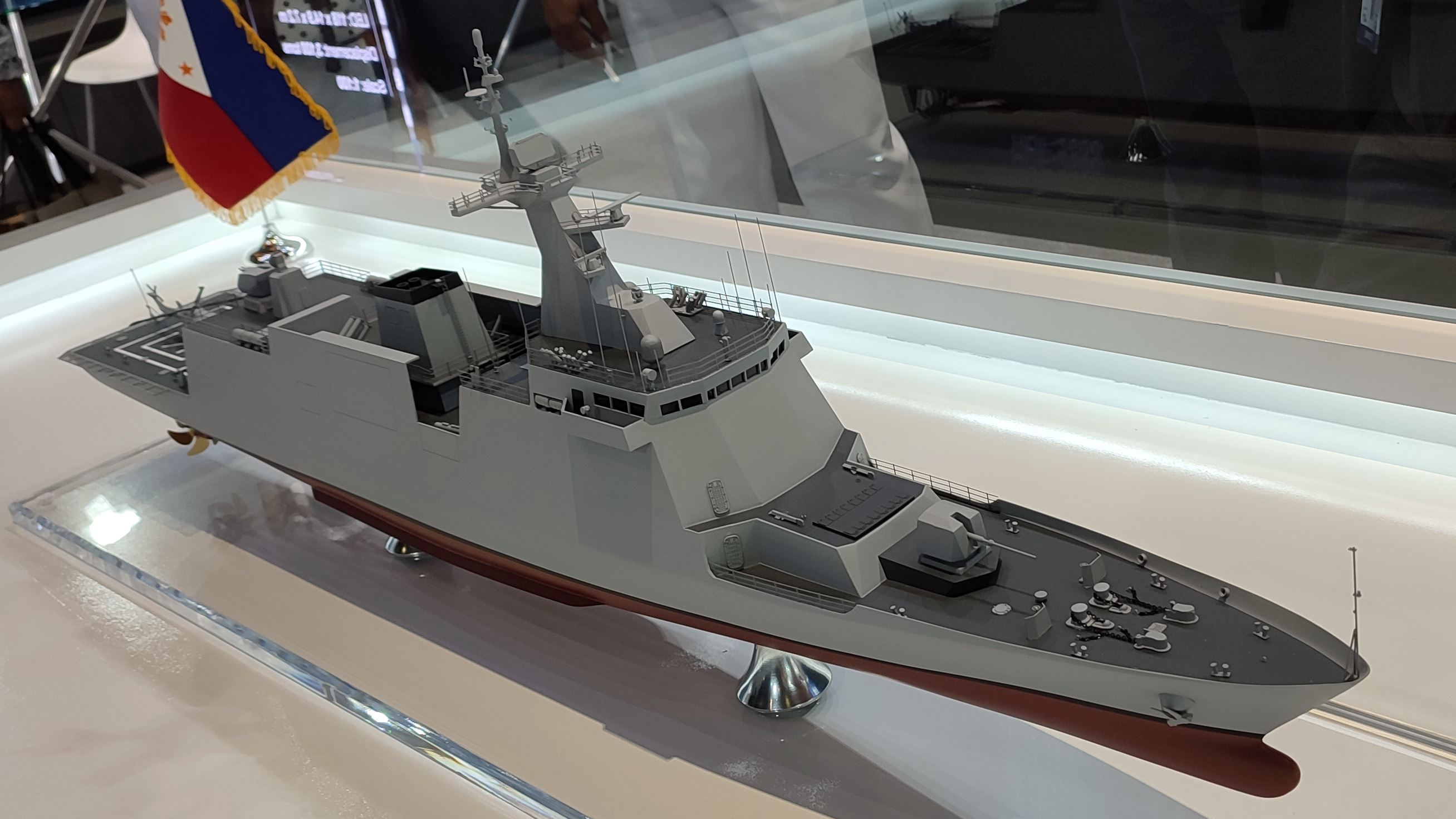
Vue de face du modèle réduit de la corvette HDC-3100 de HHI

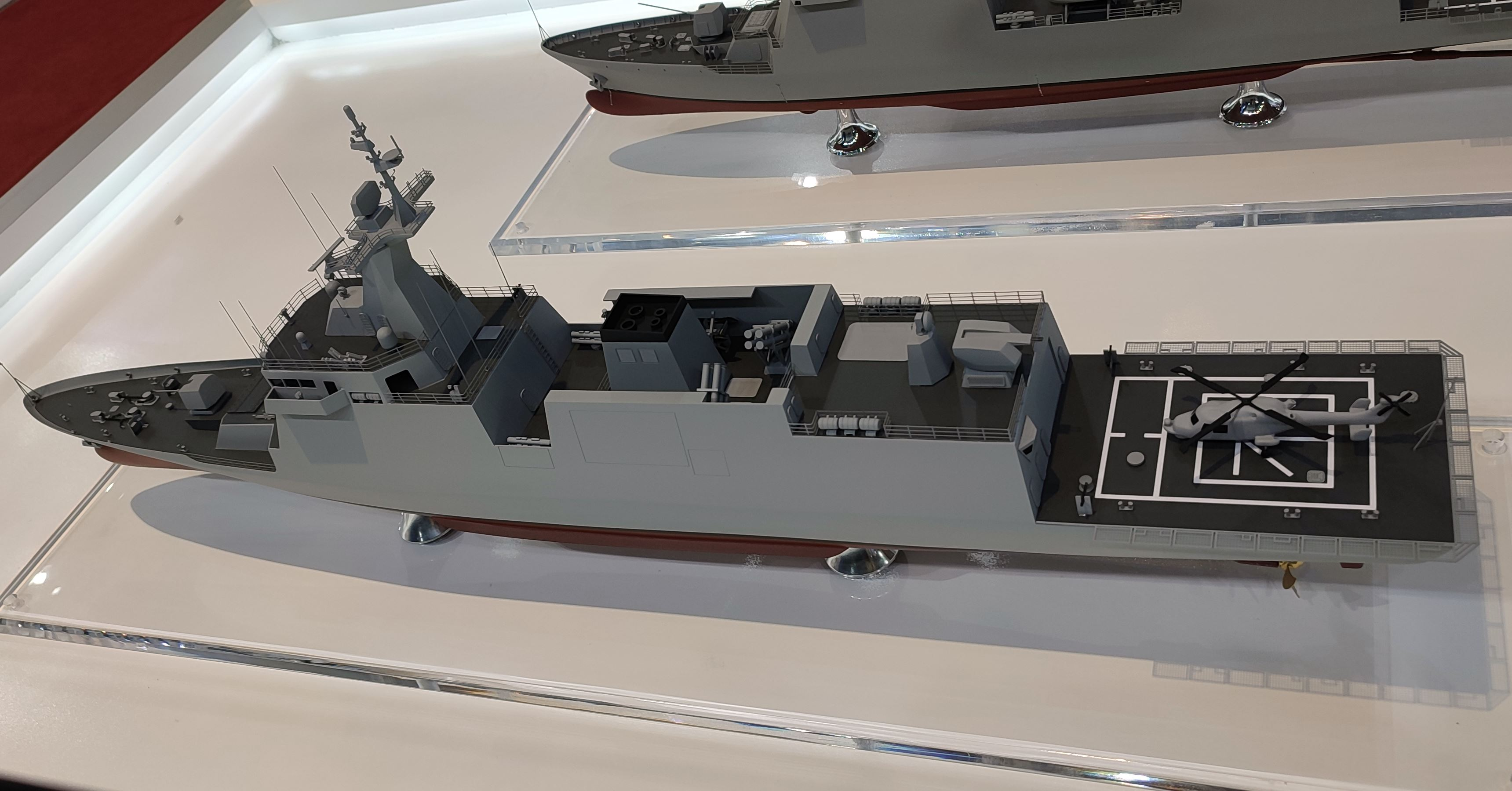
Une autre vue du modèle réduit du même modèle de corvette HDC-3100

La corvette HDC-3100 de Hyundai Heavy Industries, également connue sous le nom de frégate HDF-3100, deviendra le design de référence pour la future frégate de la marine philippine. Il s'agit d'une conception améliorée de la HDF-2600 qui a été utilisée pour les frégates de classe Jose Rizal, avec une coque plus longue et un déplacement plus lourd pour répondre aux exigences accrues des sous-systèmes de la marine philippine.
Le HDC-3100 a une longueur de 116 mètres, une largeur de 14,8 mètres et un déplacement de 3100 tonnes, et a une configuration de propulsion combinée diesel et diesel (CODAD) permettant une vitesse maximale supérieure à 25 nœuds et une autonomie jusqu'à 4 500 milles marins.
Elle dispose d'un espace pour un canon naval principal de calibre 76 mm en position A, d'un VLS à 16 cellules (avec de la place pour 16 autres) derrière le canon naval principal, de tubes lance-torpilles à bâbord et tribord et d'une arme rapprochée basée sur un canon au-dessus du hangar à hélicoptères. Hormis le CIWS, il n'est pas prévu d'autres canons secondaires.
L'espace réservé au système de lancement vertical a été allongé pour accueillir un système à 16 cellules, et le pont d'atterrissage des hélicoptères semble également avoir été allongé afin d’accueillir des hélicoptères plus longs.

### Sous-systèmes confirmés
La société de défense sud-coréenne Hanwha Systems a remporté le contrat pour la fourniture du système de gestion de combat (CMS) de les nouvelles frégates. Il a été confirmé qu'il s'agissait du système de gestion de combat intégré Naval Shield Baseline 4,.
La société SEA basée au Royaume-Uni a été engagée par Hyundai Heavy Industries pour fournir les systèmes de lancement de torpilles, SEA livrant deux de ses systèmes TLS à chacune des frégates. Le SEA TLS peut être utilisé pour lancer une variété de modèles de torpilles, notamment les torpilles américaines Mark 44, Mark 46 et Mark 54, la torpille britannique Sting Ray, l'italienne A244-S, la française MU90 Impact et les torpilles sud-coréennes K745 Blue Shark,.
Israel Aerospace Industries (IAI) Elta Systems a remporté le contrat pour fournir aux nouvelles frégates leur système radar de recherche air/surface ELM-2258 Advanced Lightweight Phased Array (ALPHA) 3D à réseau actif à balayage électronique (AESA). L'ELM-2258 ALPHA peut fournir une couverture radar à 360° et suivre des cibles volant à basse altitude dans un rayon de 25 kilomètres et des cibles volant à haute altitude dans un rayon de 250 kilomètres dans des environnements complexes,.
Hensoldt UK a remporté le contrat pour la fourniture de radars de navigation Mk11 SharpEye. Les radars seront installés à la fois sur les corvettes de 3 200 tonnes et sur les patrouilleurs hauturiers de 2 400 tonnes actuellement développés et construits par HHI pour la marine philippine. Ces radars offriront des capacités de navigation et de recherche de surface aux navires,.
Dans une interview accordée à Naval News, Safran a confirmé que son système optronique d'identification et de conduite de tir à très longue portée PASEO XLR sera installé sur les 2 frégates HDF-3100 et 6 patrouilleurs offshore HDP-2200 en cours de construction par HD Hyundai pour la marine philippine,.
IMENCO a annoncé en 2023 que la société avait remporté un contrat auprès d'Electrix Co. Ltd afin de fournir des systèmes de vidéosurveillance aux corvettes.

## Navires en classe
| Nom                        | Numéro de coque | Constructeur             | Coupe en acier   | Mis à plat       | Lancé          | Livré        | Commandé | Statut                         |
| -------------------------- | --------------- | ------------------------ | ---------------- | ---------------- | -------------- | ------------ | -------- | ------------------------------ |
| BRP Miguel Malvar (FFG-06) | FFG-06          | Hyundai Heavy Industries | 11 mai 2023      | 22 novembre 2023 | 18 juin 2024 , | 8 avril 2025 |          | Mise en service le 20 mai 2025 |
| BRP Diego Silang           | FF-07           | Hyundai Heavy Industries | 22 novembre 2023 | 14 juin 2024 ,   |                |              |          | En cours de construction       |